# Karaiașnîk, Starobilsk
Karaiașnîk (în ucraineană Караяшник) este localitatea de reședință a comunei Karaiașnîk din raionul Starobilsk, regiunea Luhansk, Ucraina.

## Demografie
Componența lingvistică a localității Karaiașnîk
     Ucraineană (94,35%)
     Rusă (5,3%)
     Alte limbi (0,35%)
Conform recensământului din 2001, majoritatea populației localității Karaiașnîk era vorbitoare de ucraineană (94,35%), existând în minoritate și vorbitori de rusă (5,3%).